# Ryback
Ryan Allen Reeves (futuramente Ryback Allen Reeves; Las Vegas, 10 de novembro de 1981) é um lutador de wrestling profissional estadunidense mais conhecido por sua passagem na WWE, sob o nome de Ryback. 
Após ser um dos oito finalistas do WWE Tough Enough 4, ele foi contratado pela WWE, lutando nos territórios de desenvolvimento Deep South Wrestling e Florida Championship Wrestling, e Ohio Valley Wrestling de 2005 até 2007. Durante esse tempo, ele formou uma dupla com Jon Bolen chamada High Dosage. Ele também participou da primeira temporada do WWE NXT em 2010 e venceu o Campeonato Intercontinental em meados de 2015. Foi liberado da empresa em agosto de 2016.

## Início de vida
Nascido e criado em Las Vegas, Reeves começou a assistir lutas aos cinco anos de idade, e pôde tocar um sino durante um evento da WWF. Querendo se tornar um lutador profissional, Reeves começou a treinar levantamento de pesos aos 12 anos. Ele ganhou o apelido de "Silverback" na adolescência, pois seus amigos lhe diziam que ele parecia um gorila. Reeves jogou beisebol e futebol americano na Western High School e na Palo Verde High School. Ele jogou beisebol na Community College of Southern Nevada, mas acabou perdendo duas temporadas depois de ter quebrado o pé.

## Carreira no wrestling profissional

### Tough Enough (2004)
Reeves passou os próximos dois anos se concentrando em treinamentos para começar uma carreira no wrestling profissional. Ele frequentou a University of Nevada, se formando em educação física, enquanto trabalhava no Monte Carlo Resort. Reeves mandou um vídeo para a seleção do $1,000,000 Tough Enough, sendo selecionado para a Venice Beach com 49 outros concorrentes. Durante a primeira semana de treinamento, Reeves lesionou uma costela e sofreu de bronquite. Ele foi um dos oito finalistas e apareceu no SmackDown!, e último a ser eliminado. Ele impressionou os olheiros da WWE e recebeu um contrato de desenvolvimento.

### Deep South Wrestling (2005–2006)
Reeves começou a treinar na Deep South Wrestling e, em 1° de setembro de 2005, fez sua estreia em uma luta de duplas ao lado de Lash LeRoux contra Team Elite (Derrick Neikirk e Mike Knox). Durante as semanas seguintes, ele formaria duplas com Jack Bull, Ryan O'Reilly, Mike Mizanin e Nick Mitchell.
Ele começou a lutar individualmente no mês seguinte, contra Mike Shane, Mike Knox e Palmer Cannon. Em 23 de novembro ele entrou em um torneio pelo DSW Heavyweight Championship, sendo eliminado por Mac Johnson na primeira rodada. Ele também foi derrotado por Freakin' Deacon em 17 de dezembro. Dias depois, ele participou de dois combates na mesma noite: uma luta de duplas com Damian Steele contra The Regulators e uma luta individual com Mike Knox, sendo derrotado nas duas lutas.
Em janeiro de 2006, Reeves formou uma dupla com Ryan O'Reilly para enfrentar Team Elite e The Gymini. Reeves foi transferido para a Ohio Valley Wrestling, sendo derrotado em sua última luta por Freakin' Deacon em 26 de fevereiro de 2006.

### Ohio Valley Wrestling

#### Treinamento (2005–2006)
Após treinar na DSW pela maior parte de 2005 e início de 2006, Reeves foi mandado para o Ohio Valley Wrestling no início de março. Ele derrotou Kasey James, Pat Buck, Da Beast e Nick Nemeth em lutas não televisionadas durante dois meses e, com Mikey Batts, derrotou Billy Kryptonite e Russell Simpson, e Jack Bull e Vic Devine.
Em 10 de maio, Reeves se aliou aos Campeões de Duplas da OVW Kasey James e Roadkill para derrotar Aaron Stevens e Deuce 'n Domino. Três dias depois, ele e Mikey Batts foram derrotados por Kasey James e Roadkill em uma luta pelo título. Ele acabou quebrando um dedo durante um soco, o que o deixou longe dos ringues por um mês. Em 17 de junho, Reeves retornou, se aliando a Cody Runnels, Shawn Spears e Elijah Burke para derrotar Los Locos e Deuce 'n Domino em uma luta de quartetos.
Em julho de 2006, Reeves foi suspenso por 30 dias ao falhar no teste antidrogas da WWE. De acordo com Reeves, ele usava apenas suplementos. Ele passou no segundo teste, voltando ao elenco de lutadores da OVW. Seu caso foi exposto em um documentário da CNN, Death Grip: Inside Pro Wrestling.

#### High Dosage (2006–2007)

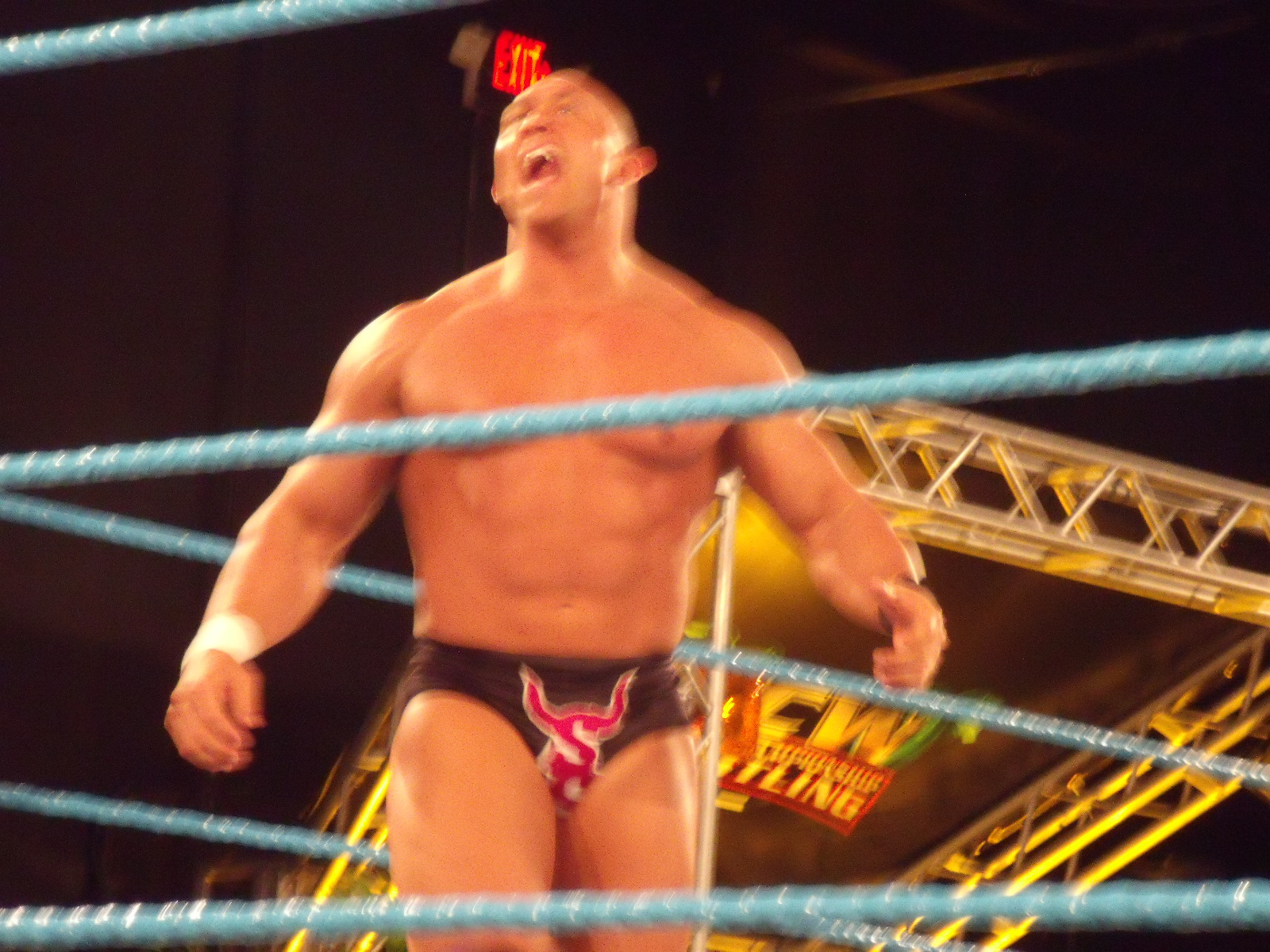
Reeves, como Skip Sheffield, na FCW.

Após cumprir sua suspensão, Reeves retornou com o cabelo tingido de loiro. Em setembro de 2006 ele formou uma dupla com Jon Bolen, chamada High Dosage. Eles tiveram várias vitórias contra Los Locos (Aaron Lamata e Low Rider), Gothic Mayhem (Johnny Punch e Pat Buck), Eddie Craven, Mike Kruel e "The Bad Seed" Shawn Osborne.
Nas semanas seguintes, os dois foram derrotados em lutas de duplas, individuais e 2-contra-1. As coisas mudaram quando High Dosage derrotou Eddie Craven e Mike Kruel um mês depois. No entanto, eles voltaram a ser derrotados em 6 de janeiro de 2007, para Justin LaRouche e Charles Evans, e Cody Runnels e Shawn Spears. Essa foi a última luta da dupla, já que Reeves foi demitido duas semanas depois. Em abril, foi anunciado que Reeves estrelaria o filme Som Tum com Todd Shane e Nathan Jones. Reeves faria uma última aparição ao formar uma dupla com Pat Buck, sendo derrotado por Colt Cabana e Shawn Spears em 14 de novembro de 2007.

#### Retorno e demissão (2008)
Após deixar a Ohio Valley Wrestling por quase um ano, Reeves retornou à promoção. Após vários meses, Reeves, agora renomeado "Ryback", passou a interpretar um personagem como o do Exterminador do Futuro, ganhando o OVW Heavyweight Championship em 15 de setembro, ao derrotar Anthony Bravado. Ryback perdeu o título para Bravado duas semanas depois, em 29 de setembro. Após perder o título, Reeves foi recontratado pela World Wrestling Entertainment.

### World Wrestling Entertainment / WWE (2010–2016)

#### Florida Championship Wrestling (2008-2010)
Em 16 de dezembro de 2008, Reeves, usando o personagem Ryback, estreou na Florida Championship Wrestling, perdendo uma luta de duplas ao lado de John Cutler para Kris Logan e Taylor Rotunda. Ryback logo formou uma dupla com Sheamus O'Shaunessy. Os dois tentaram, sem sucesso, ganhar o FCW Florida Tag Team Championship. Com o fim da dupla e do personagem Ryback, Reeves passou a usar o nome de Skip Sheffield, um cowboy, derrotando Jimmy Uso.

#### NXT, "The Nexus" e lesão (2010–2011)

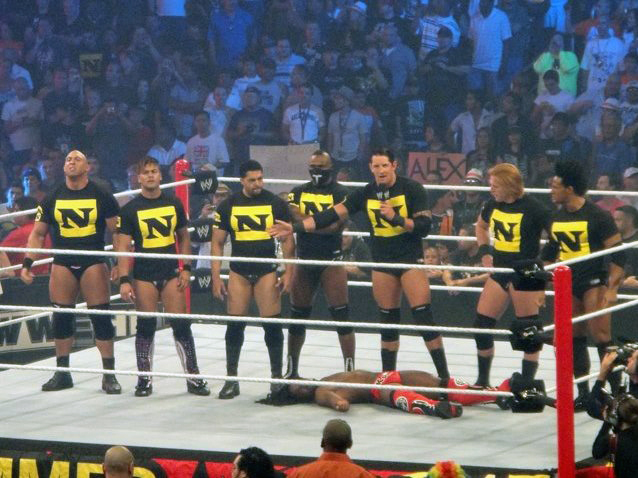
Sheffield (esquerda) no SummerSlam

No episódio final da ECW em 16 de fevereiro de 2010, foi anunciado que Sheffield seria um dos rookies da primeira temporada do NXT. Montel Vontavious Porter foi originalmente escolhido para ser seu Pro, mas acabou sendo substituído por William Regal. Sheffield estreou no NXT em 2 de março, sendo derrotado ao lado de Regal por Matt Hardy e Justin Gabriel. Sheffield venceu sua primeira luta em 27 de abril, derrotando Daniel Bryan. Ele foi eliminado da competição em 11 de maio.
No Raw de 7 de junho, Sheffield e os outros rookies interferiram na luta entre John Cena e CM Punk, atacando todos perto do ringue e destruindo a área. No Raw de 14 de junho, o grupo atacou o Gerente Geral Bret Hart após ele se negar a lhes dar contratos. Na semana seguinte, Vince McMahon demitiu Hart e contratou o grupo. Eles passaram a usar o nome Nexus. No Raw de 12 de julho, o Nexus competiu em sua primeira luta, derrotando Cena em uma luta 6-contra-1. No SummerSlam, Nexus enfrentou um time da WWE em uma luta de eliminação. Sheffield eliminou John Morrison e R-Truth, antes de ser eliminado. Nexus acabou perdendo o combate. Em 18 agosto, Sheffield quebrou o tornozelo em um evento não televisionado, durante uma luta com David Otunga contra The Hart Dynasty.

#### Ryback e disputa pelo WWE Championship (2012-2013)
Depois de ser retirado do website da WWE, Sheffield retornou durante um evento não televisionado em 3 de dezembro, derrotando Alex Riley. No SmackDown de 6 de abril, Sheffield retornou sob o nome Ryback, derrotando um lutador local. Nos meses seguintes, Ryback passou a derrotar lutadores locais individualmente e em lutas 2-contra-1. Ele derrotou dois lutadores locais no Extreme Rules e Camacho no Over the Limit. Ele retornou ao Raw em 4 de junho, novamente derrotando dois lutadores. No No Way Out, Ryback novamente derrotou dois lutadores e no Money in the Bank, derrotou Curt Hawkins e Tyler Reks. Ryback, então, começou uma rivalidade com Jinder Mahal, com este causando desqualificações e contagens durante lutas contra Ryback propositadamente. No Raw de 17 de setembro, Ryback interrompeu um segmento da Miz TV de The Miz com Booker T, destruindo o set. Na semana seguinte, Ryback derrotou Miz. Mais tarde na mesma noite, Ryback encarou CM Punk após este atacar Mick Foley. Na semana seguinte, Ryback intercedeu em favor de Jim Ross, que estava sendo humilhado por Punk. No Raw de 15 de outubro ele foi anunciado por Vince McMahon como desafiante pelo WWE Championship de Punk. Ryback enfrentou Punk pelo título no evento Hell in a Cell em uma luta Hell in a Cell. Ryback foi derrotado após o árbitro Brad Maddox acertar-lhe nas partes baixas e fazer uma contagem rápida. Após o combate, Ryback atacou Maddox e Punk. No Raw da noite seguinte, Ryback foi anunciado como o último membro do time de Mick Foley, que enfrentaria o time de Punk no Survivor Series em 18 de novembro. Na semana seguinte, no entanto, Ryback foi retirado da luta por Vince McMahon, tendo para si marcada uma luta contra Punk e John Cena pelo WWE Championship no Survivor Series. No Raw de 13 de novembro, Ryback derrotou Maddox, jogando-o em uma ambulância, impedindo que Maddox conquistasse um contrato para tornar-se lutador oficial na WWE. No Survivor Series, Ryback foi atacado durante sua luta por Seth Rollins, Dean Ambrose e Roman Reigns, que o impediram de vencer. No Raw da noite seguinte, Ryback foi novamente atacado pelo trio durante a celebração de CM Punk por completar um ano como Campeão da WWE. no Raw de 26 de novembro, após derrotar Titus O'Neil, Ryback recusou-se a sair do ringue até que Vickie Guerrero aceitasse colocá-lo em uma luta Tables, Ladders, and Chairs pelo WWE Championship de Punk no TLC. Vickie sem escolha, acabou aceitando. Mais tarde naquela noite, Punk após derrotar Kane, os três indivíduos do grupo agora oficialmente chamado de The Shield, atacaram Kane e posteriormente Daniel Bryan e Ryback, que foram ao ringue o ajudar. No Raw de 3 de dezembro, durante um segmento do Miz TV, Ryback atacou Punk com escadas e o jogou em cima de uma mesa. No dia seguinte, Punk teve que realizar uma cirurgia no joelho devido ao ataque de Ryback e ficou impossibilitado de lutar pelo WWE Championship no TLC: Tables, Ladders & Chairs. No mesmo dia, Mr. McMahon anunciou pelo site da WWE que Ryback estava agora também numa luta Tables, Ladders, and Chairs ao lado de Kane e Daniel Bryan contra a The Shield no pay-per-view. Ele voltou a enfrentar Punk pelo título no Raw de 7 de janeiro, sendo derrotado em uma luta TLC após ataque da Shield. No Royal Rumble, Ryback entrou como o 30° participante, eliminando cinco lutadores antes de ser eliminado pelo vencedor da luta, John Cena. No Elimination Chamber, Ryback participou de uma luta de trios junto com John Cena e Sheamus contra The Shield, sendo derrotados. Ryback foi derrotado por Mark Henry no WrestleMania 29 e, no dia seguinte, atacou Cena, tornando-se um vilão e começando uma rivalidade pelo Campeonato da WWE de Cena. No Extreme Rules, uma luta Luta Last Man Standing entre os dois acabou sem vencedor. No WWE Payback, a rivalidade entre os dois acabou, com Cena derrotando Ryback em uma luta Three Stages of Hell (Lumberjack, mesas e ambulância). No Money in the Bank, Ryback derrotou Chris Jericho.

#### Feud com CM Punk (2013-2014)
No Night of Champions (2013) CM Punk lutava contra Paul Heyman e Curtis Axel em uma luta eliminatória. Após conseguir eliminar Axel e bater em Heyman, apareceu Ryback aplicando um Spear em Punk numa mesa. Uma semana depois, no Raw foi marcado uma luta para o Battleground onde Ryback lutou com CM Punk.  No evento Ryback perdeu a luta após um golpe baixo por parte de Punk. No Raw , Ryback e Axel perderam uma luta contra Punk e R-Truth.

#### Campeão Intercontinental (2015)
No Elimination Chamber (2015) em uma Elimination Chamber match pelo Intercontinental Championship entre: Sheamus, Dolph Ziggler, R-Truth, King Barret, Mark Henry e claro Ryback. Ryback ganha a luta e consegue o Intercontinental Championship. No Raw seguinte é anunciado o novo oponente de Ryback para o Money In The Bank PPV. O oponente é The Big Show. No Money in the Bank (2015) Big Show derrota Ryback por disqualificação e Ryback retem o título. No Raw seguinte é anunciado que The Miz iria lutar contra Big Show e Ryback pelo Intercontinental Championship, mas, Ryback é lesionado. Ryback volta e no SummerSlam (2015) teria que defender o título contra The Miz e The Big Show. No SummerSlam (2015) ele ganha e retoma o título. No Raw seguinte Kevin Owens anuncia que ele seria o próximo oponente de Ryback no Night of Champions (2015). Já no Night of Champions (2015) Kevin Owens derrota Ryback e se consagra o novo WWE Intercontinental Champion. Ryback teve sua revanche no Hell in a Cell mas acabou por não recuperar seu titulo.

## No wrestling
- Movimentos de finalização
  - Como Ryback
    - Shell Shocked (Modified Muscle Buster)

  - Como Skip Sheffield
    - Over The Shoulder Boulder Holder (Backpack stunner)[25][49][50][51]
    - Meathook Clothesline[52]

  - Como Ryan Reeves
    - Silverback Attack (Vertical suplex powerslam pin)[1]

- Movimentos secundários
  - Body avalanche[53]
  - Clothesline[25]
  - Diving headbutt[50]
  - Oklahoma Stampede[54]
  - Overhead belly to belly suplex[1][51][53]
  - Running splash[53]
  - Thesz press seguido de cabeçadas no chão  [50]

- Managers

- - Sheamus
  - Curtis Axel

- Alcunhas
  - "Silverback"[1][2]
  - "The Cornfed Meathead"[4]
  - "Big Guy"
  - "Big Hungry"

- Temas de entrada
  - "Wild & Young" por American Bang[55] (2 de março de 2010 - 11 de maio de 2010; como parte do WWE NXT)
  - "We Are One" por 12 Stones[56] (7 de junho de 2010 - 18 de agosto de 2010; como parte do Nexus)
  - "Meat" por Jim Johnston (6 de abril de 2012 - 10 de agosto de 2012)
  - "Meat On The Table" por Jim Johnston (10 de agosto de 2012 - 18 de novembro de 2012)
  - "Meat On The Table V2" por Jim Johnston (18 de novembro de 2012 - 2016)

## Títulos e prêmios
- Ohio Valley Wrestling
  - OVW Heavyweight Championship (2 vezes)[57]

- Pro Wrestling Illustrated
  - Rivalidade do Ano (2010)[58] The Nexus vs. WWE
  - Lutador Mais Odiado do Ano (2010)[59] como parte do The Nexus
  - PWI o colocou na #218ª posição dos 500 melhores lutadores de 2010[60]
  - PWI colocou Ryback na #111ª posição dos 500 melhores lutadores de 2012[61]

- World Wrestling Entertainment/WWE
  - Slammy Award por Choque do Ano (2010)[62]Estreia do The Nexus
  - Slammy Award Revelação do Ano. (2012)[63]
  - Slammy Award Trending Now (Hashtag) do Ano! #FeedMeMore (2012)
  - Slammy Award Grito de torcida do ano! "Feed Me More" (2012)
  - WWE Intercontinental Championship (1 vez)